# Ultimate Origins
Ultimate Origins est comic-book publié par Marvel Comics en 2008 aux États-Unis et en mars 2009 par Panini Comics sous le titre Ultimates hors-série 7.
L’histoire fait écho à Ultimatum, évènement de l'Univers Ultimate Marvel, et propose une nouvelle théorie sur l'histoire de cet univers en se basant notamment sur des éléments présentés lors des épisodes de la série Ultimate Marvel Team-Up.
Ultimate Origins est scénarisé par Brian Michael Bendis avec sur le plan artistique Butch Guice et Simone Bianchi.